# Hope (песня Стефана)
Hope (с англ. — «Надежда») — песня армяно-эстонского певца Стефана, с которой он представил Эстонию на 66-м песенном конкурсе «Евровидение» в Турине.

## История
Конкурс песни Eesti Laul 2022 был четырнадцатым по счету отбором эстонского национального конкурса Eesti Laul, в ходе которого была выбрана заявка Эстонии на конкурс песни Евровидение 2022. Формат конкурса включал четыре четвертьфинала 20 ноября, 27 ноября, 4 декабря и 11 декабря 2021 года, два полуфинала 3 и 5 февраля 2022 года и финал 12 февраля 2022 года. Десять песен соревновались в каждом четвертьфинале и по пять из каждого четвертьфинала квалифицировался в полуфинал. В каждом полуфинале соревновались десять песен, и пять лучших песен из каждого полуфинала прошли квалификацию, чтобы завершить список из десяти песен в финале. Результаты четвертьфиналов определялись исключительно общественным телеголосованием в первых трех отборочных и голосами профессионального жюри в четвертом и пятом отборочных, в то время как результаты полуфиналов определялись комбинацией 50/50 голосования жюри и общественности в первых отборочных и во втором раунде общественного голосования.телеголосование за оставшиеся отборочные. Победившая песня в финале была выбрана в результате двух раундов голосования: по результатам первого тура были выбраны три лучшие песни с помощью комбинации 50/50 жюри и общественного голосования, в то время как второй тур (суперфинал) определил победителя исключительно путем общественного телеголосования.
2 сентября 2021 года ERR открыла период подачи заявок для художников и композиторов до 20 октября 2021 года через онлайн-платформу для загрузки. Каждый исполнитель и автор песен мог представить не более пяти работ. Иностранное сотрудничество разрешалось при условии, что один из авторов песен был эстонцем и что было максимум два иностранных автора песен, один из которых был композитором, а другой автором текстов. За песни, представленные на конкурс, также взималась плата: 50 евро за песни на эстонском языке и 100 евро за песни на других языках. К указанному сроку было получено 202 заявки, из которых 84 были на эстонском языке, а остальные на английском, французском, испанском, итальянском и вымышленном языках. Жюри отобрали 40 четвертьфиналистов из представленных материалов, и десять из выбранных песен объявлялись каждую неделю в развлекательной программе ETV Ringvaade с 15 ноября 2021 года по 7 декабря 2021 года.
Песня должна была участвовать в третьем четвертьфинале. Десять песен боролись за три места в полуфинале, исход которого определялся общественным телеголосованием. Оставшиеся два отборочных были определены голосованием жюри. Стефан стал квалифицироваться на отборочном турнире на телеголосовании.
Затем песня должна была пройти во второй полуфинал. Пять номеров из полуфинала вышли в финал. Первые четыре отборочных были определены объединенным жюри и общественным голосованием, в то время как остальные отборочные были определены в результате второго тура общественного телеголосования. Стефан прошел бы квалификацию в качестве жюри первого тура и отборочного телеголосования.
Песня участвовала в финале 12 февраля 2022 года. Первые три суперфиналиста были определены объединенным жюри и общественным голосованием, в то время как победитель был определен по результатам второго тура общественного телеголосования. Стефан прошел квалификацию с первого раунда, заняв первое место с 22 очками. Во втором раунде Стефан снова занял первое место, набрав 35 681 очков на телеголосовании, выиграв конкурс.

## Чарты
| Чарт (2022)                                 | Высшая позиция |
| ------------------------------------------- | -------------- |
| Estonia (Radiomonitor)                      | 1              |
| Lithuania (AGATA)                           | 28             |
| Netherlands (Single Tip)                    | 20             |
| Sweden (Sverigetopplistan)                  | 87             |
| Великобритания (UK Singles Downloads Chart) | 47             |